# Geophila speciosa
Geophila speciosa är en måreväxtart som beskrevs av Karl Moritz Schumann. Geophila speciosa ingår i släktet Geophila och familjen måreväxter.
Artens utbredningsområde är Kamerun. Inga underarter finns listade i Catalogue of Life.